# Grönryggig eremomela
Grönryggig eremomela (Eremomela canescens) är en fågel i familjen cistikolor inom ordningen tättingar.

## Utbredning och systematik
Grönryggig eremomela delas in i fyra underarter med följande utbredning:
- E. c. canescens – östra Kamerun, södra Tchad och Centralafrikanska Republiken till Sydsudan, nordostligaste Demokratiska republiken Kongo, norra Uganda och västra Kenya
- E. c. elegans – Sudan (Darfur och Kordofan till Sennar)
- E. c. abyssinica – sydöstra Sudan, östra Sydsudan, västra Eritrea samt västra och centrala Etiopien
- E. c. elgonensis – västra Kenya (berget Mount Elgon söderut till Nandi Hills[förtydliga])

Underarten elgonensis inkluderas ofta i nominatformen.
Den behandlades tidigare ofta som underart till fulanieremomela (Eremomela pusilla) och vissa gör det fortfarande.

## Status
IUCN kategoriserar den som livskraftig.

## Namn
Släktesnamnet Eremomela som också återspeglas i fåglarnas trivialnamn betyder "ökensång", efter grekiska eremos för "öken" och melos, "sång" eller "melodi".